# Distrito de Parco

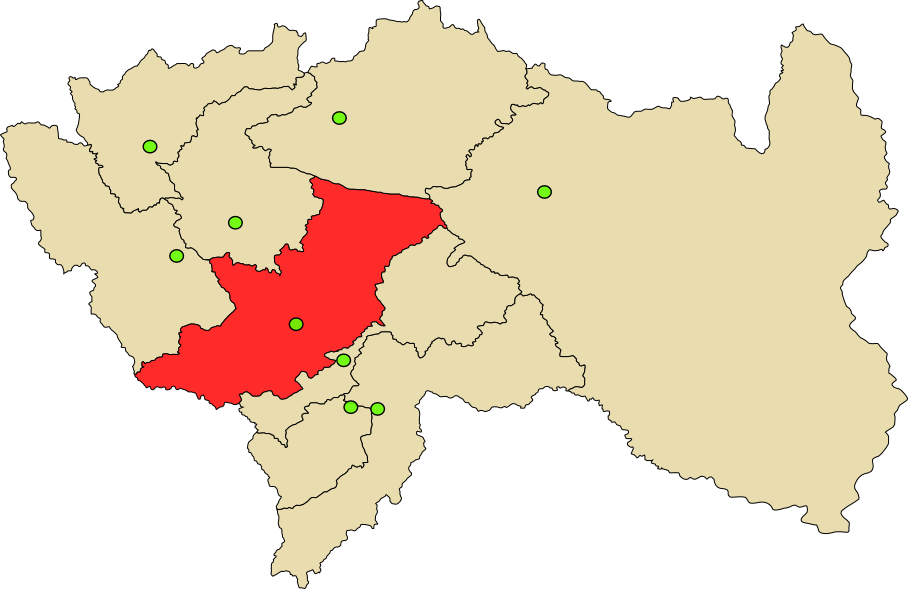
Provincia de Jauja en el Departamento de Junín

El Distrito de Parco es uno de los treinta y cuatro distritos de la Provincia de Jauja, ubicada en el Departamento de Junín, bajo la administración del Gobierno Regional de Junín, Perú.
Dentro de la división eclesiástica de la Iglesia Católica del Perú, pertenece a la Vicaría IV de la Arquidiócesis de Huancayo

## Historia
Los últimos estudios científicos dicen que en el Tahuantinsuyo, hubo doscientos reinos, con la peculiar distinción de ser pueblos guerreros y por esta región existía un estado independiente de la Wankas, gobernados por un Cacique. 
Seiscientos años atrás, existían los Sokos (shujush) y los Waklash (huajlas)[cita requerida] que en la zona del distrito de Parco sólo quedan orondas ruinas arqueológicas de sus viviendas o sea los vestigios de los que estos pueblos fueron y que habitaron en tiempos remotos, están ubicados en las alturas de Parco. Estos pueblos que sufrieron tremendas luchas emigraron a otros lugares y fueron extinguiéndose paulatinamente y dieron lugar a la formación de nuevos pueblos; así en su huida dejaron restos, como sus enseres en el camino, habiendo primero destruido todo lo que poseían y no podían llevar con ellos, sin dejar un mortero o una piedra sobre otra.
Allá por los años del siglo XVI-XVII, en que nuestros pretéritos maldijeron a sus dioses y que pareció la del Incanato y así otra, hasta que por la parte alta de parco, llegaron algunas personas para apacentar sus animales en la tierra llena de vegetación, por ahí por Inquilpata, se ubicó la familia Barra, que tuvo siete hijos, predominando las mujeres, las cuales se casaron con varones procedentes de otros lugares, quienes dejaron los apellidos Soto, Gómez, Huatuco, Mucha, etc. para subsistir hasta la fecha, también quedando naturalmente el apellido germen que es Barra. Estas familias fueron núcleo y origen para la sociedad parqueña que moran en este siglo.
Con el transcurrir del tiempo el pueblo parqueño que siendo anexo del distrito de Huaripampa se había expandido bastante y se había poblado gran parte de la zona por personas que migraban de los pueblos vecinos u otros lugares, llegaban buscando nuevos horizontes y muchos de ellos encontraron a Parco un lugar acogedor para establecerse en esta hermosa Tierra de manantiales, los habitantes no presagiaban que se venían momentos difíciles con la llegada de la independencia en el que se desencadenó una cruel opresión sobre el valle del mantaro en el que se encontraba inmerso el pueblo de Parco, anexo del distrito de Huripampa, que fue saqueado por los realistas y no contento con ello humillaron a muchas familias por negarse a dar información que requerían.
Las etapas difíciles que pasó el pueblo parqueño no fue en vano, los hizo más fuertes y más unidos para lo que pudiese venir posteriormente y fue así, que las circunstancias se presentaron y el pueblo tuvo que enfrentar otra dura etapa en la guerra de 1879, para ello se organizaron y se propusieron a sí mismos de no dejarse vencer fácilmente y se enfrentaron con coraje y valentía todos los habitantes, sin excepción, a sus enemigos que lo superaban ampliamente en preparación y armamento, como fue en la “Asonada de Malpaso” en el que eliminaron a una división chilena un 12 de abril de 1882, dicho acto de valor hace sentir orgulloso a cualquier habitante de esta hermosa tierra que lo hubiese visto nacer, por ello hoy en día se recuerda con bastante regocijo esos momentos vividos, este acto es un ejemplo para las nuevas generaciones, en el que nos indica que debemos luchar por lo que más uno quiere, tu pueblo.
Ya por los años de 1900 Parco seguía siendo anexo de Huaripampa, los parqueños fortalecidos por su historia busca independizarse del yugo huaripampino no por un capricho particular, sino por el abuso que venía recibiendo el pueblo mediante la exigencia de excesivas contribuciones, faenas y otras desigualdades emanadas por sus autoridades de ese entonces; el pueblo con la misma unión que demostró serlo en momentos difíciles, deciden mediante un cabildo acceder a los trámites correspondientes para crear el distrito de Parco. El pueblo no doblegó esfuerzos hasta lograr tan ansiado objetivo y que sus primeros frutos fueron dados en noviembre de 1919 cuando fue elevado un expediente al despacho del Presidente Augusto B. Leguía, quién un año después, un 9 de diciembre de 1920 promulga la Ley N.º 454 creando el distrito de Parco, con sus anexos de Iple y Ullusca; El distrito de Parco se inauguró un 12 de febrero de 1921 y las festividades de este acto fue celebrada con bastante algarabía por todo el pueblo en el que se compartió platos típicos, costumbre taurina y mucha alegría con cada uno sus habitantes, a partir de entonces se recuerda cada uno de estos actos con bastante énfasis al celebrar un año más de su promulgación como distrito.
El distrito fue creado mediante Ley del 9 de diciembre de 1920, en el gobierno del Presidente Augusto B. Leguía.

### Independencia
Los años pasaban por el torrente continuo del tiempo y llegan a la Independencia, ya cuando Parco y los pueblos aledaños que hoy lo componen el distrito, habitaban como Paljeños.
Hacemos mención en esta parte a “Apuntes para la Monografía de Parco” y se da el postrer homenaje al Autor don Eulogio E Moreno Landeo. Insertamos mucho de ese trabajo, pero relacionado con versiones obtenidas, acercándonos a la verdad de versiones orales más fehacientes e imparciales, para así obtener un trabajo monográfico y no una autobiografía
“Cuando el Generalísimo San Martín ocupó Lima para reclamar la independencia, Canterac se retiró al centro, estableciendo su cuartel general en Jauja; el sanguinario jefe español desencadenó la opresión más cruel del Valle del mantaro, y por lo tanto en la margen derecha de éste, desde Yauli, Chacapalpa, Canchayllo, Llocllapampa, Parco.
Monet ordenó el saqueo y la destrucción de parco, a fin de destruir la actividad de los patriotas cuyo mando lo tenían los guerrilleros: Terreros, Varástegui, Mayta y otros, unidos al esforzado jefe de un destacamento Isidro Villar. Todos los que actuaban a favor de la independencia, los realistas cumplieron la orden contra los moradores de Parco.
Consumada la orden nefasta, pasaron a la quinta “Munuilla” a Un Kilómetro y medio de la población, allí vivía Rafael Verástegui y su familia; el fundo Munuilla allá por los años de 1820 a 1864 era una quinta floreciente, en todo lo que podía tener un fundo de esa época; contaba demás con un oratorio particular, donde celebraban la misa, los padres descalzos de Ocopa, siendo vigilado por el cura: Manuel Egúsquiza Párroco de Huaripampa (ver leyenda).
Este fundo pertenecía a Rafael Verástegui y fue el escenario doloroso, donde cometieron sus desmanes los realistas.
Llegados a Munuilla encontraron a Juana la hija mayor, con sus dos menores hermanas y una criatura de veinte meses de edad y a la tía Lorenza; le interrogaron por sus padres, amenazándole flagelarla y sacarle los ojos, si no confesaban sobre el paradero de ellos, no encontrando ninguna respuesta comenzaron el saqueo sin piedad, dejando vacía la casa y el oratorio.
Todos fueron desnudados; la cuñada de Verástegui envuelve con una bayeta de siete varas, el cuerpo desnudo de la criatura cerca al bienio, creyendo que por compasión dejarían la bayeta, más por el contrario uno de los asaltantes aprecia la importancia de la prenda, toma un extremo de la bayeta y tira con fuerza, cayendo la criatura al suelo, como el trompo envuelta en la cuerda.
Como culminación de sus desmanes defecan en la olla de Patasca que hervía en la cocina, como único almuerzo de los habitantes.
Al regresar los asaltantes pasan por el sitio llamado Puito (morro) que se encuentra en la ribera derecha del Mantaro (antes túnel de la carretera) hallan al hijo de Rafael, de 13 años de edad y demás parientes que se habían ocultado, tan pronto como notaron su presencia, se aproximaron y le preguntaron; el los condujo al escondite, por estar amenazado de muerte.
Consumaron el saqueo, como en el interior. Nicanor el hijo imprudente y los que lo acompañaban en la cueva fueron arrojados descomunalmente al río, desde una saliente roca.
Rafael, indignado por el acto salvaje, se puso en contacto con el patriota Fray Bruno Terreros que a la sazón se encontraba en “cuartelniyoc – machay” sito en Quipash.
Luego se acuerda entre los guerrilleros enviar un mensaje satírico al general Monet y le encomiendan a Juana de espesa cabellera para distribuir en las principales calles de Jauja, lo que en la tarde del día hallaron los pasquines los guardias, quienes colocándolo entre sus bayonetas entregaban a sus jefes.

## Geografía
Se encuentra ubicado a 3 435 m s. n. m., en un área que abarca 32,82 km², exactamente en el kilómetro 60 de la carretera central en la ruta de La Oroya a Huancayo en el departamento de Junín provincia de Jauja.
Habitantes: Parqueños
Sobrenombre: Lupapushto (habas tostada y sancochada)
Población: Cuenta con 2 209 habitantes de los cuales 984 son hombres y 1225 mujeres (fuente INEI - año 2000).

## Capital
Su capital es San Antonio de Parco

## División administrativa

### Anexos y centros poblados
- Iple
- Pukutanja
- Ullusca

## Autoridades

### Municipales
- 2015 - 2018[3]
  - Alcalde: Nelson Raúl Caballero Flores,  Partido Alianza para el Progreso (APP).
  - Regidores:  Amelia Luz Balvín Tice (APP), Yonni Albino Rodríguez Laguna (APP), Jesús Gabriel Hidalgo Cárdenas (APP), Jhony Florentino Mucha Cárdenas (APP), Gloria Esther Nonalaya Barra (Junín Sostenible con su Gente).
- 2011-2014[4][5]
  - Alcalde: Nelson Raúl Caballero Flores, Partido Alianza para el Progreso (APP).
  - Regidores: Aníbal Marcial Mallaupoma Soto (APP), Elmer Julián Casas Gómez (APP), Humberto Raúl Moreno Gómez (APP), Dora Maritza Mucha Carhuas (APP), Nolizz Frizz Reyna Casaño (APRA).
- 2007-2010
  - Alcalde: Rolando Alcides Mallaupoma Casachagua.

### Policiales
- Comisaría de Jauja
  - Comisario: Cmdte. PNP. Edson Hernán Cerrón Lazo.[6]

### Religiosas
- Arquidiócesis de Huancayo[7]
  - Arzobispo de Huancayo: Mons. Pedro Barreto Jimeno, SJ.
  - Vicario episcopal: Pbro. Hermann Josef Wendling SS.CC.
- Parroquia[8]
  - Párroco: Pbro. .

## Educación

### En  el distrito hay 4 instituciones educativas del nivel primario
I.E 30461 Camilo Mayta (Alma mater del distrito)
I.E 30465 Ullusca
I.E Iple
I.E Pucutanja
Nivel Secundario:
Cuenta con 2 colegios entre el que destaca el glorioso Colegio Nacional y alma mater del distrito:
I.E San Antonio de Padua, siendo éste el más importante del distrito.
y la otra institución algo desconocida:
I.E Miguel Grau de Ullusca